# Sira Rego
Sira Abed Rego (ur. 20 listopada 1973 w Walencji) – hiszpańska polityk i działaczka samorządowa, deputowana do Parlamentu Europejskiego IX kadencji, od 2023 minister dzieci i młodzieży.

## Życiorys
Działała w ruchu studenckim na Universidad Autónoma de Madrid. Uzyskała dyplom z zakresu żywienia człowieka i dietetyki, pracowała w sektorze spółdzielczym. Aktywistka organizacji ekologicznej Ecologistas en Acción oraz centrali związkowej Komisje Robotnicze.
Członkini Komunistycznej Partii Hiszpanii, weszła w skład jej federalnego kierownictwa jako sekretarz do spraw ekologii. Jako bliska współpracowniczka Alberta Garzóna dołączyła też do kierownictwa Zjednoczonej Lewicy, odpowiadając w ramach koalicji za strategię rozwiązywania konfliktów. Po wyborach samorządowych w 2015 została pierwszą zastępczynią alkada Rivas-Vaciamadrid.
W wyborach w 2019 z listy koalicji współtworzonej przez Zjednoczoną Lewicę i Podemos uzyskała mandat eurodeputowanej IX kadencji. W listopadzie 2023 została ministrem dzieci i młodzieży w trzecim rządzie Pedra Sáncheza.